# Couesnophon

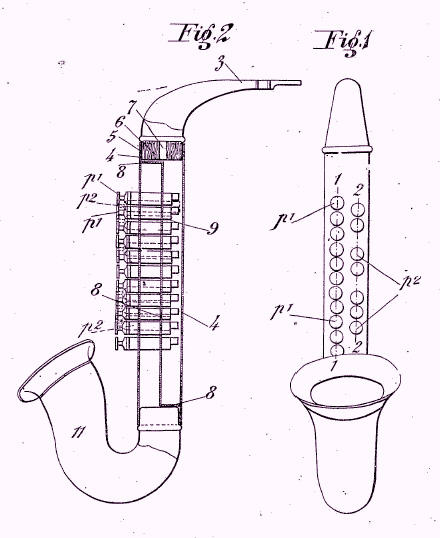
Couesnophon oder Goofus. Abbildung aus der Patentschrift

Das Couesnophon (das „s“ in der Mitte des Worts wird nicht gesprochen), auch Couénophone, Queenophone oder Goofus genannt, ist ein Harmonikainstrument mit dem Aussehen eines  Saxophons. Es wurde 1924 erfunden und hatte in den Jahren danach eine kurze Blüte. In der französischen Patentschrift 569294 der Firma Couesnon & Cie. (1882 gegründet von Amedée Auguste Couesnon) wurde es als Spielzeug-Saxophon (saxophone jouet) beschrieben. Insbesondere der Jazzmusiker Adrian Rollini (1903–1956) hat es gespielt.
Das Couénophone vereinigt das Mundstück eines Blasinstruments (mit Durchschlagzunge) und die Mechanik und Klaviatur einer Tastenharmonika (auch im Ton ähnlich der späteren Melodica von Hohner). Es hat zwei parallele Tastenreihen: ganze Töne vorne rechts (rechte Hand) und halbe Töne vorne links (linke Hand). Anders als bei einem Holzblasinstrument ist es möglich, mehrere Töne gleichzeitig (auch Akkorde) anzuspielen. Es wird mit einem Blasschlauch gespielt, zum einen wegen der besseren Handhabung, zum anderen wegen des entstehenden Kondenswassers.